# Manaia Nuku
Manaia Nuku, född 3 september 2002, är en nyzeeländsk rugbyspelare. Hon ingick i det nyzeeländska lag som tog guld i sjumannarugby vid OS 2024 i Paris.